# Folsom Field
Folsom Field je venkovní fotbalový stadion v areálu University of Colorado v Boulderu ve státě Colorado. Stadion byl otevřen v roce 1924 pod názvem Colorado Stadium, který byl změněn v roce 1944 na současný název. Konaly se zde například také koncerty.